# 烈士陵園駅 (石家荘市)
烈士陵園駅（れっしりょうえんえき、中国語：烈士陵园站、英語：Lieshi lingyuan Station）は河北省石家庄市橋西区にある石家荘地下鉄1号線の駅。近くにある華北軍区烈士陵園に因んでつけられた。2017年6月26日に、1号線の開業とともに供用開始された。

## 位置
烈士陵園駅は石家荘市橋西区の中山西路と師範街の交差点にある。

## 駅構造
島式ホーム1面2線の地下駅。
| 地上     | 出入口     | A、C出入口                             |
| 地下一階 | 駅ロビー   | 券売機                                 |
| 地下二階 | 線路       | ■1号線 西王方面 （次の駅：和平医院駅） |
| 地下二階 | 島式ホーム |                                        |
| 地下二階 | 線路       | ■1号線 福沢方面 （次の駅：新百広場駅） |

## 出入口
出入口は2つ使用されている。
| 出入口番号 | 出入口がある場所、その周辺         |
| ---------- | ---------------------------------- |
| 出口 · A   | 中山西路（北側）、華北軍区烈士陵園 |
| 出口 · C   | 中山西路（南側）、佳泰大厦         |

## 隣の駅
石家荘地下鉄
■1号線
和平医院駅 - 烈士陵園駅 - 新百広場駅